# Замбия на летних Олимпийских играх 1996
Замбия принимала участие в Летних Олимпийских играх 1996 года в Атланте (США) в восьмой раз за свою историю и завоевала одну серебряную медаль. Это первая серебряная медаль сборной Замбии.
Сборную страны представляли 8 человек в 2-х видах спорта (лёгкая атлетика и бокс).

## 02!Серебро
- Лёгкая атлетика, бег на 400 метров с барьерами — Самуэль Матете.

## Бокс
| Соревнование | Спортсмены                          | 1-й раунд                         | 2-й раунд                      | Четвертьфинал        | Полуфинал            | Финал                | Место |
| Соревнование | Спортсмены                          | Соперник Результат                | Соперник Результат             | Соперник Результат   | Соперник Результат   | Соперник Результат   | Место |
| ------------ | ----------------------------------- | --------------------------------- | ------------------------------ | -------------------- | -------------------- | -------------------- | ----- |
| до 51 кг     | Борнифас Мулука                     | Мохамед Збир (MAR) поб. 11-4      | Альберт Пакеев (RUS) пор. 4-13 | Завершил выступление | Завершил выступление | Завершил выступление |       |
| до 54 кг     |                                     |                                   |                                |                      |                      |                      |       |
| Оскар Чонго  | Даваатсерен Жамган (MGL) пор. 7-13  | Завершил выступление              | Завершил выступление           | Завершил выступление | Завершил выступление |                      |       |
| до 60 кг     |                                     |                                   |                                |                      |                      |                      |       |
| Деннис Зимба | Сергей Острошапкин (BLR) поб. RSC-3 | Тончо Тончев (BUL) пор. 9-17      | Завершил выступление           | Завершил выступление | Завершил выступление |                      |       |
| до 63,5 кг   |                                     |                                   |                                |                      |                      |                      |       |
| Дэвис Мвале  | Стивен Кеви (PNG) поб. 16-3         | Болат Ниязымбетов (KAZ) пор. 3-11 | Завершил выступление           | Завершил выступление | Завершил выступление |                      |       |